# Kofi Danning
 (janvier 2013).
Kofi Danning, né le 2 mars 1991 à Kumasi, au Ghana, est un footballeur australien d'origine ghanéenne. Il joue RCS Visé en D2 belge.

## Biographie
Kofi Danning commence sa carrière en 1re division australienne, en jouant pour le Sydney FC puis le Brisbane Roar.
En 2011, il s'expatrie en Belgique et rejoint le club du RCS Visé.

## Palmarès
- Champion de A-League en 2010 avec le Sydney FC et en 2012 avec le Brisbane Roar